# Вик, Джеймс
Джеймс Уильям Вик (англ. James William Vick; род. 23 февраля 1987, Минерал-Уэлс) — американский боец смешанного стиля, представитель лёгкой весовой категории. Выступает на профессиональном уровне начиная с 2011 года, известен прежде всего по участию в турнирах бойцовской организации UFC, участник 15 сезона бойцовского реалити-шоу The Ultimate Fighter.

## Биография
Джеймс Вик родился 23 февраля 1987 года в городе Минерал-Уэлс, штат Техас. Обладая достаточно большим ростом, во время учёбы в старшей школе и колледже играл в баскетбол. Позже начал заниматься любительским боксом, дважды побеждал на региональных турнирах «Золотые перчатки». Прежде чем начать зарабатывать боями, работал на нефтяном производстве, был вышибалой в клубе и служащим в компании Target, попробовав в общей сложности около 15 профессий.

### Начало профессиональной карьеры
Дебютировал в смешанных единоборствах на профессиональном уровне в июне 2011 года, с помощью удушающего приёма сзади заставил своего соперника Коди Каррильо сдаться в первом же раунде. Дрался преимущественно на территории штата Техас в различных небольших местных промоушенах, таких как Undisputed MMA, Xtreme Knockout, STFC, Back Alley Promotions — во всех случаях неизменно выходил из поединков победителем.

### The Ultimate Fighter
Имея в послужном списке четыре победы и ни одного поражения, в 2012 году Вик попал в число участников пятнадцатого сезона популярного бойцовского реалити-шоу The Ultimate Fighter. На отборочном этапе раздельным решением судей выиграл у Дакоты Кокрейна и под общим девятым номером был выбран в команду тренера Доминика Круса.
Далее на предварительном этапе отправил в нокаут Дарона Крюйкшенка, тогда как на стадии четвертьфиналов благополучно прошёл Джо Проктора, выиграв у него по очкам единогласным судейским решением. В полуфинале потерпел поражение нокаутом от Майкла Кьезы, который в итоге и стал победителем шоу. Планировалось его выступление на финальном заключительном турнире TUF, однако из-за нокаута Вик получил отстранение по медицинским показаниям и не смог принять в нём участие.

### Ultimate Fighting Championship
Так или иначе, после окончания TUF Джеймс Вик остался в крупнейшей бойцовской организации мира Ultimate Fighting Championship и продолжил выполнять свой эксклюзивный контракт, в частности в первом официальном поединке в октагоне в 2013 году за 58 секунд принудил к сдаче палестинца Рамзи Ниджема, поймав того в «гильотину».
В 2014 году единогласным решением выиграл у новичка организации Вальмира Ласаро и у немецкого бойца Ника Хайна.
В 2015 году провёл только один бой против австралийца Джейка Мэттьюса, выиграв сдачей в концовке первого раунда и получив бонус за лучшее выступление вечера.
В 2016 году после победы над малоизвестным бойцом Глайку Франса потерпел первое в профессиональной карьере поражение — нокаутом от иранца Бенеила Дариюша.
Оправившись после проигрыша, Вик продолжил активно выступать в клетке UFC, в частности в 2017 году взял верх над такими известными бойцами как Абель Трухильо, Марко Поло Рейес и Джозеф Даффи.
В дальнейшем Вик потерпел поражение единогласным решением судей от Пола Фельдера, а также пережил 3 глубоких нокаута в боях с Джастином Гейджи, Дэном Хукером и Нико Прайсом соответственно. По состоянию на октябрь 2019 г. ведет серию из 4 последовательных поражений. В совокупности 4 тяжелых поражения нокаутом в карьере Джеймса Вика закрепили за ним статус "пробитого" бойца с уязвимой челюстью.

## Статистика в профессиональном ММА
| Боёв 19  | Побед 13 | Поражений 6 |
| -------- | -------- | ----------- |
| Нокаутом | 3        | 5           |
| Сдачей   | 5        | 0           |
| Решением | 5        | 1           |

| Результат | Рекорд | Соперник           | Способ                  | Турнир                                      | Дата            | Раунд | Время | Место                       | Примечание              |
| --------- | ------ | ------------------ | ----------------------- | ------------------------------------------- | --------------- | ----- | ----- | --------------------------- | ----------------------- |
| Поражение | 13-6   | Андре Фиальо       | TKO (удары)             | XMMA: Vick vs Fialho                        | 30 января 2021  | 2     | 2:21  | Уэст-Палм-Бич, Флорида, США |                         |
| Поражение | 13-5   | Нико Прайс         | KO (ап-кик)             | UFC Fight Night: Joanna vs. Waterson        | 12 октября 2019 | 1     | 1:44  | Тампа, США                  |                         |
| Поражение | 13-4   | Дэн Хукер          | KO (удары руками)       | UFC on ESPN: dos Anjos vs. Edwards          | 20 июля 2019    | 1     | 2:33  | Сан-Антонио, США            |                         |
| Поражение | 13-3   | Пол Фельдер        | Единогласное решение    | UFC on ESPN: Ngannou vs. Velasquez          | 17 февраля 2019 | 3     | 5:00  | Финикс, США                 |                         |
| Поражение | 13-2   | Джастин Гейджи     | KO (удар)               | UFC Fight Night: Gaethje vs. Vick           | 25 августа 2018 | 1     | 1:27  | Линкольн, США               |                         |
| Победа    | 13-1   | Франсиску Триналду | Единогласное решение    | UFC Fight Night: Cowboy vs. Medeiros        | 18 февраля 2018 | 3     | 5:00  | Остин, США                  |                         |
| Победа    | 12-1   | Джозеф Даффи       | TKO (удары руками)      | UFC 217                                     | 4 ноября 2017   | 2     | 4:59  | Нью-Йорк, США               |                         |
| Победа    | 11-1   | Марко Поло Рейес   | TKO (удары руками)      | UFC 211                                     | 13 мая 2017     | 1     | 2:39  | Даллас, США                 |                         |
| Победа    | 10-1   | Абель Трухильо     | Сдача (удушение д’Арсе) | UFC Fight Night: Bermudez vs. Korean Zombie | 4 февраля 2017  | 3     | 0:49  | Хьюстон, США                |                         |
| Поражение | 9-1    | Бенеил Дариюш      | KO (удар рукой)         | UFC 199                                     | 4 июня 2016     | 1     | 4:16  | Инглвуд, США                |                         |
| Победа    | 9-0    | Глайку Франса      | Единогласное решение    | UFC 197                                     | 23 апреля 2016  | 3     | 5:00  | Лас-Вегас, США              |                         |
| Победа    | 8-0    | Джейк Мэттьюс      | Сдача (гильотина)       | UFC Fight Night: Miocic vs. Hunt            | 10 мая 2015     | 1     | 4:53  | Аделаида, Австралия         | Выступление вечера (1)  |
| Победа    | 7-0    | Ник Хайн           | Единогласное решение    | UFC Fight Night: Edgar vs. Swanson          | 22 ноября 2014  | 3     | 5:00  | Остин, США                  |                         |
| Победа    | 6-0    | Вальмир Ласаро     | Единогласное решение    | UFC Fight Night: Henderson vs. dos Anjos    | 23 августа 2014 | 3     | 5:00  | Талса, США                  |                         |
| Победа    | 5-0    | Рамзи Ниджем       | Сдача (гильотина)       | UFC Fight Night: Shogun vs. Sonnen          | 17 августа 2013 | 1     | 0:58  | Бостон, США                 |                         |
| Победа    | 4-0    | Крис Песеро        | Единогласное решение    | Back Alley Promotions                       | 3 сентября 2011 | 3     | 5:00  | Арлингтон, США              |                         |
| Победа    | 3-0    | Майк Саласар       | TKO (удары руками)      | STFC 16: All or Nothing                     | 12 августа 2011 | 1     | 2:17  | Мак-Аллен, США              | Бой в полусреднем весе. |
| Победа    | 2-0    | Джимми Тейлор      | Сдача (рычаг локтя)     | Xtreme Knockout 11                          | 23 июля 2011    | 1     | 1:56  | Арлингтон, США              |                         |
| Победа    | 1-0    | Коди Каррильо      | Сдача (удушение сзади)  | Undisputed MMA 1                            | 18 июня 2011    | 1     | 3:30  | Амарилло, США               |                         |

### Любительские бои в ММА
| Результат | Рекорд | Соперник        | Способ               | Турнир                     | Дата                         | Раунд | Время | Место          | Примечание                                       |
| --------- | ------ | --------------- | -------------------- | -------------------------- | ---------------------------- | ----- | ----- | -------------- | ------------------------------------------------ |
| Поражение | 3-1    | Майкл Кьеза     | KO (удары руками)    | The Ultimate Fighter: Live | 12 мая 2012 (Live airdate)   | 2     | 1:55  | Лас-Вегас, США | Полуфинал The Ultimate Fighter: Live.            |
| Победа    | 3-0    | Джо Проктор     | Единогласное решение | The Ultimate Fighter: Live | 11 мая 2012 (Live airdate)   | 3     | 5:00  | Лас-Вегас, США | Четвертьфинал The Ultimate Fighter: Live.        |
| Победа    | 2-0    | Дарон Крюйкшенк | KO (удар коленом)    | The Ultimate Fighter: Live | 16 марта 2012 (Live airdate) | 1     | 2:16  | Лас-Вегас, США | Предварительный этап The Ultimate Fighter: Live. |
| Победа    | 1-0    | Дакота Кокрейн  | Раздельное решение   | The Ultimate Fighter: Live | 9 марта 2012 (дата показа)   | 1     | 5:00  | Лас-Вегас, США | Отборочный этап The Ultimate Fighter: Live.      |